# Elite Ice Hockey League
Il Campionato britannico di hockey su ghiaccio, meglio noto come Elite Ice Hockey League è una manifestazione professionistica di hockey su ghiaccio del Regno Unito.
Nata nel 2003 sulle ceneri della Ice Hockey Superleague, è il massimo campionato britannico in questo sport. Vi partecipano dieci squadre e i vincitori si qualificano per la Champions Hockey League a partire dalla stagione 2009–10.
I campioni in carica sono i Belfast Giants.
Diverse competizioni operano sotto il cappello della Elite League. Nel 2006–07 la EIHL ne organizzò un totale di quattro: lega, playoff, Challenge Cup e Knockout Cup. La lega è formata da una sola divisione, dove ogni squadra gioca tre partite in casa e tre in trasferta contro tutte le altre. La vittoria vale due punti, uno solo per la sconfitta ai supplementari o agli shootout. I supplementari sono costituiti da cinque minuti di quattro contro quattro con il golden goal.
A fine regular season le squadre migliori fanno i play-off per stabilire il campione nazionale. Il numero di squadre ai play-off è cambiato nel tempo: nelle prime due stagioni erano sei, ma nel 2006 li disputarono tutte. Prima della stagione 2006-07 le squadre erano divise in due gironi, e si sfidavano con un round-robin; le prime due si qualificavano per le semifinali. Dal 2006-07 si qualificarono tutte e otto: la prima giocava con l'ottava, la seconda con la settima e così via, con andata e ritorno  Le vincenti disputarono una final-four al National Ice Centre di Nottingham.

## Gestione
La Elite League è governata da una commissione di dodici direttori: i proprietari dei dieci club partecipanti, più i proprietari dei London Racers e dei Milton Keynes Lightning, che mantengono il diritto di aderire alla lega quando lo riterranno opportuno. La gestione corrente è affidata al presidente Eamon Convery e al direttore hockey Andy French. Per quanto riguarda la disciplina il responsabile è il direttore ed ex arbitro Simon Kirkham. Il livello sotto la Elite League è la English Premier Ice Hockey League. Non c'è un sistema di promozione e retrocessione con la Elite League: le squadre vi possono entrare solo per decisione della commissione. Nel 2006 gli Hull Stingrays, il club finito ottavo nella EPIHL durante la stagione 2005–06, fu promosso nella Elite League.

## Squadre
Le squadre che attualmente militano in EIHL
| Club                | Fondazione | Città      | Arena                | Capacità |
| ------------------- | ---------- | ---------- | -------------------- | -------- |
| Belfast Giants      | 2000       | Belfast    | Odyssey Arena        | 9,900    |
| Glasgow Clan        | 2010       | Glasgow    | Braehead Arena       | 4,000    |
| Cardiff Devils      | 1986       | Cardiff    | Cardiff Arena        | 2,500    |
| Coventry Blaze      | 2000       | Coventry   | SkyDome Arena        | 2,800    |
| Dundee Stars        | 2001       | Dundee     | Dundee Ice Arena     | 2,300    |
| Edinburgh Capitals  | 1998       | Edimburgo  | Murrayfield Ice Rink | 3,800    |
| Fife Flyers         | 1938       | Kirkcaldy  | Fife Ice Arena       | 3,280    |
| Hull Stingrays      | 2003       | Hull       | Hull Arena           | 2,000    |
| Nottingham Panthers | 1946       | Nottingham | National Ice Centre  | 6,500    |
| Sheffield Steelers  | 1991       | Sheffield  | Sheffield Arena      | 8,500    |

### Squadre del passato
- London Racers 2003-2005
- Manchester Phoenix 2003-2009 (inattiva nel 2004-2006)
- Newcastle Vipers 2005-2011
- Basingstoke Bison 2003-2009

## Vincitori
| Stagione | Vincitori della lega | Finalisti di lega   | Vincitori dei playoff   | Finalista playoff   |
| -------- | -------------------- | ------------------- | ----------------------- | ------------------- |
| 2003–04  | Sheffield Steelers   | Nottingham Panthers | Sheffield Steelers (1)  | Nottingham Panthers |
| 2004–05  | Coventry Blaze       | Belfast Giants      | Coventry Blaze (1)      | Nottingham Panthers |
| 2005–06  | Belfast Giants       | Newcastle Vipers    | Newcastle Vipers (1)    | Sheffield Steelers  |
| 2006–07  | Coventry Blaze       | Belfast Giants      | Nottingham Panthers (1) | Cardiff Devils      |
| 2007–08  | Coventry Blaze       | Sheffield Steelers  | Sheffield Steelers (2)  | Coventry Blaze      |
| 2008–09  | Sheffield Steelers   | Coventry Blaze      | Sheffield Steelers (3)  | Nottingham Panthers |
| 2009–10  | Coventry Blaze       | Belfast Giants      | Belfast Giants (1)      | Cardiff Devils      |
| 2010–11  | Sheffield Steelers   | Cardiff Devils      | Nottingham Panthers (2) | Cardiff Devils      |
| 2011–12  | Belfast Giants       | Sheffield Steelers  | Nottingham Panthers (3) | Cardiff Devils      |
| 2012–13  | Nottingham Panthers  | Belfast Giants      | Nottingham Panthers (4) | Belfast Giants      |
| 2013–14  | Belfast Giants       | Sheffield Steelers  | Sheffield Steelers (4)  | Belfast Giants      |
| 2022–23  | Belfast Giants       |                     | - ()                    | Belfast Giants      |